# Malvert
Malvert is een wijk in het Nijmeegse stadsdeel Dukenburg. Op 1 januari 2023 telde de wijk 2.455 inwoners, verdeeld over 1.240 woningen, met een gemiddelde WOZ-waarde van € 247.000, op een oppervlakte van 0,53 km². 
Malvert ligt in het zuidoosten van Dukenburg en wordt omgeven door het Maas-Waalkanaal, de Van Boetbergweg (aangrenzende wijk Weezenhof), de Van Apelterenweg (aangrenzende wijken Aldenhof en Meijhorst) en de wijk Lankforst.

## Bebouwing
Malvert bestaat voornamelijk uit huurwoningen, laagbouw en flats. Verder bevindt zich in de wijk een seniorencomplex, De Orangerie, een (Montessori)-basisschool en een klein winkelcentrum.

## Openbaar vervoer
Hermes (onder de naam Breng) lijn 6 van Dukenburg naar Neerbosch-Oost rijdt door Malvert. Komende vanaf Lankforst stopt deze bij de haltes De Orangerie en Malvert 13e straat en rijdt via halte Van Boetbergweg op de brug verder naar Hatert. Lijn 6 biedt de inwoners van Dukenburg een snelle verbinding met winkelcentrum Dukenburg en station Nijmegen Dukenburg en een verbinding naar winkelcentrum Hatert, het Radboud Ziekenhuis, de Radboud Universiteit Nijmegen, het stadscentrum en het Centraal station. Verder kunnen de inwoners op de Van Apelterenweg instappen op Breng lijn 331 van Weezenhof naar station Arnhem en geeft een snelle verbinding met het Centraal station via de Graafseweg. Op de Van Boetbergweg kan gebruik worden gemaakt van Breng lijnen 9 en 4 voor een snelle verbinding met het Radboud Ziekenhuis, de HAN en het Centraal station.

## Bijzonderheden
Malvert en Aldenhof zijn de eerste wijken van de nieuwe wijk Dukenburg waar in 1966 huizen opgeleverd werden. Malvert deelt met Lankforst het wijkpark Wollewei. De naam Wollewei is gekozen door de bewoners en geïnspireerd op Godfried Bomans' boek Erik of het klein insectenboek. Het was vroeger een veengebied waar turf werd gestoken, onderdeel van de Hatertse Broek. Aan de Wollewei ligt De Turf, een dependance van wijkgebouw Dukenburg.

## Afbeeldingen

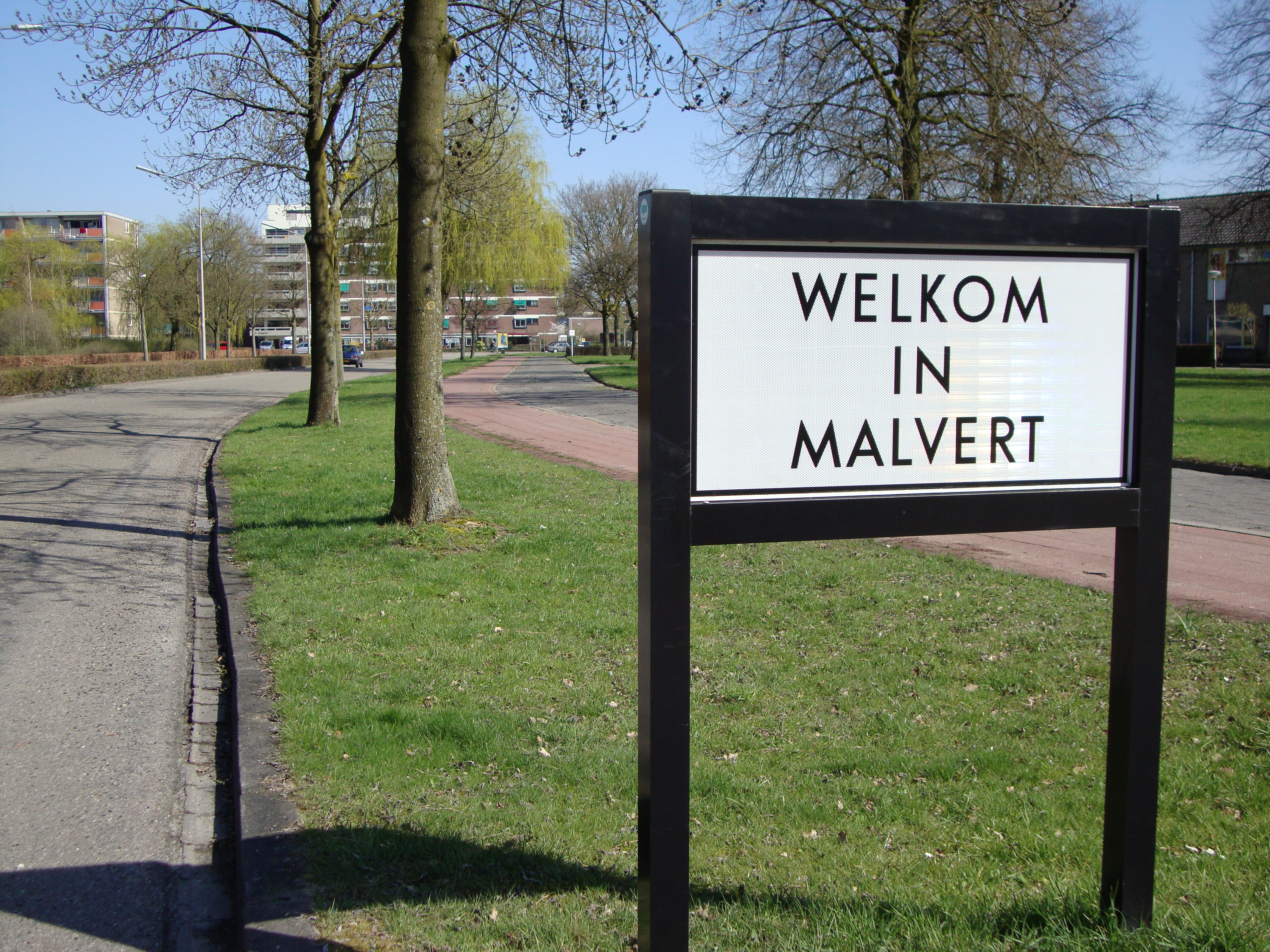
Bord Welkom in Malvert
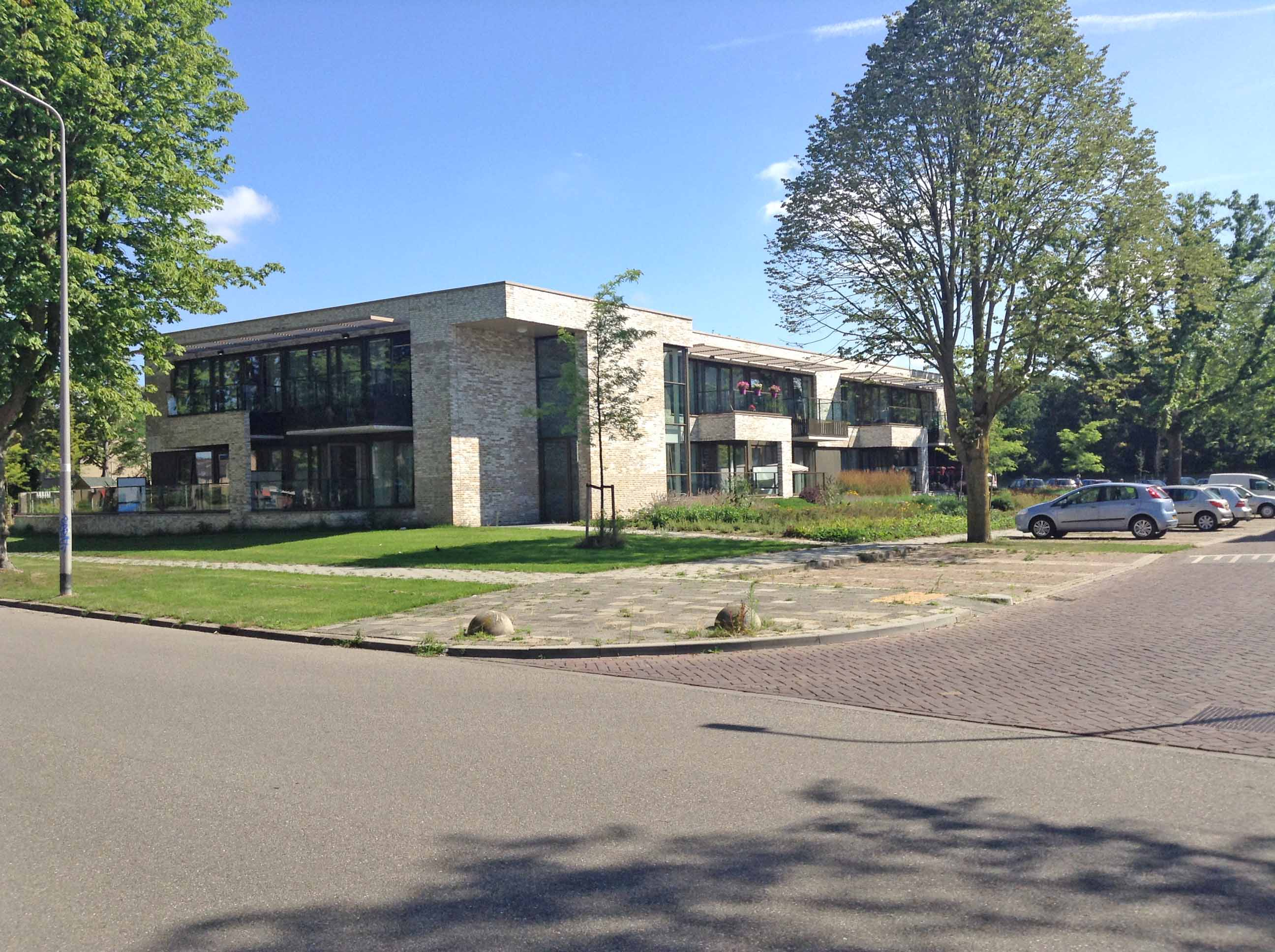
Zorgcomplex De Wollewei
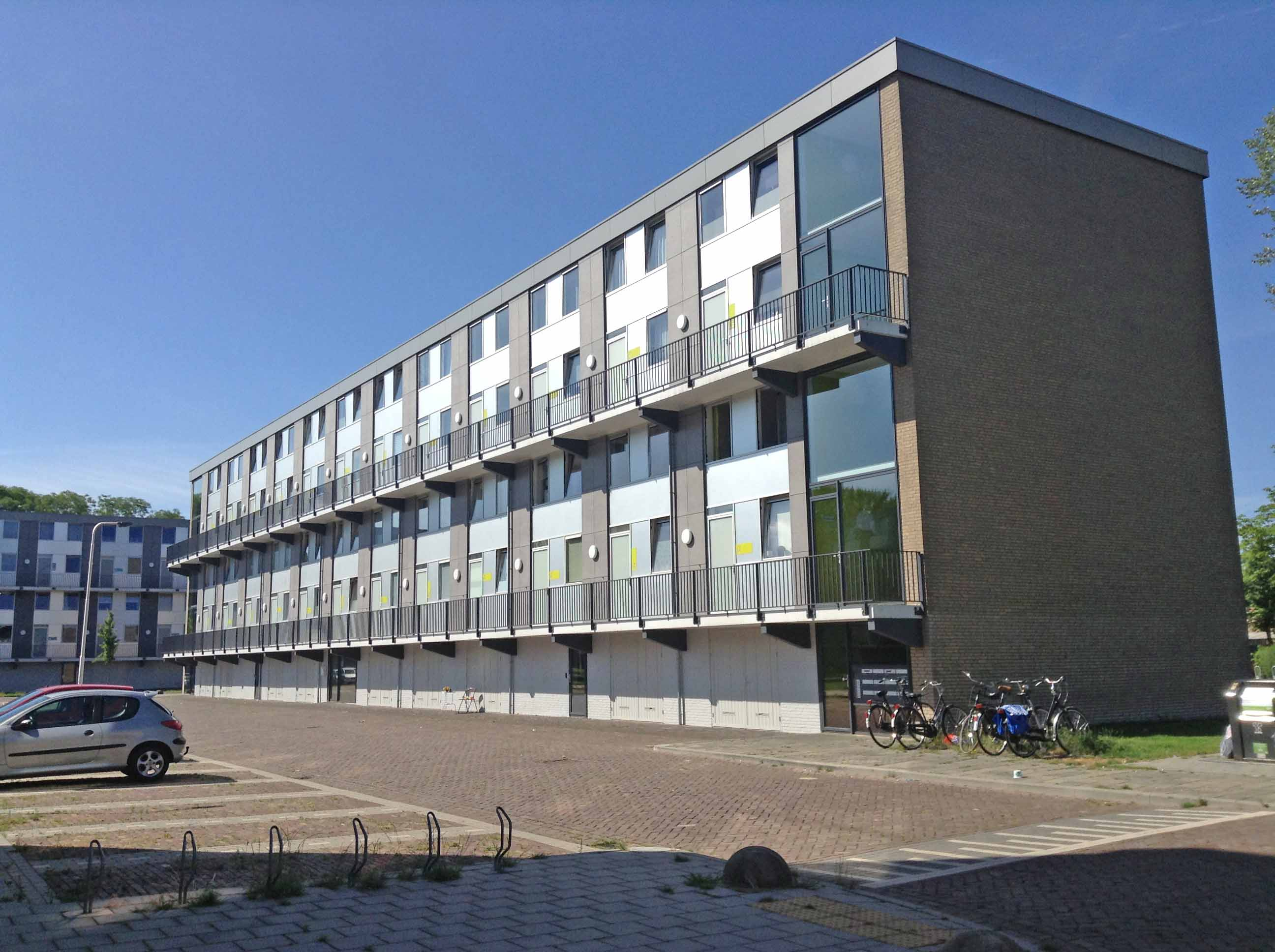
Maisonnettecomplex na de renovatie
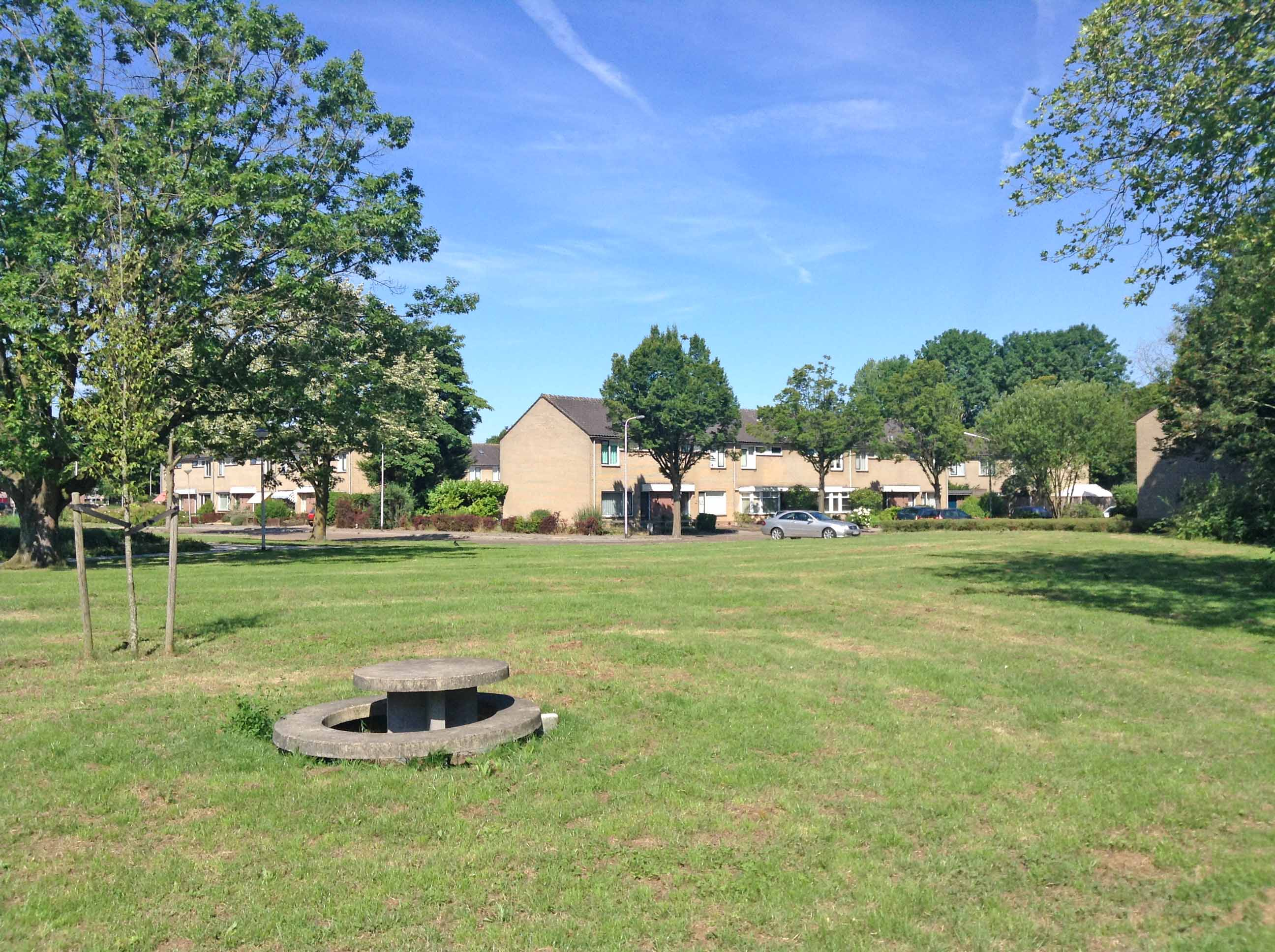
Laagbouw in Malvert
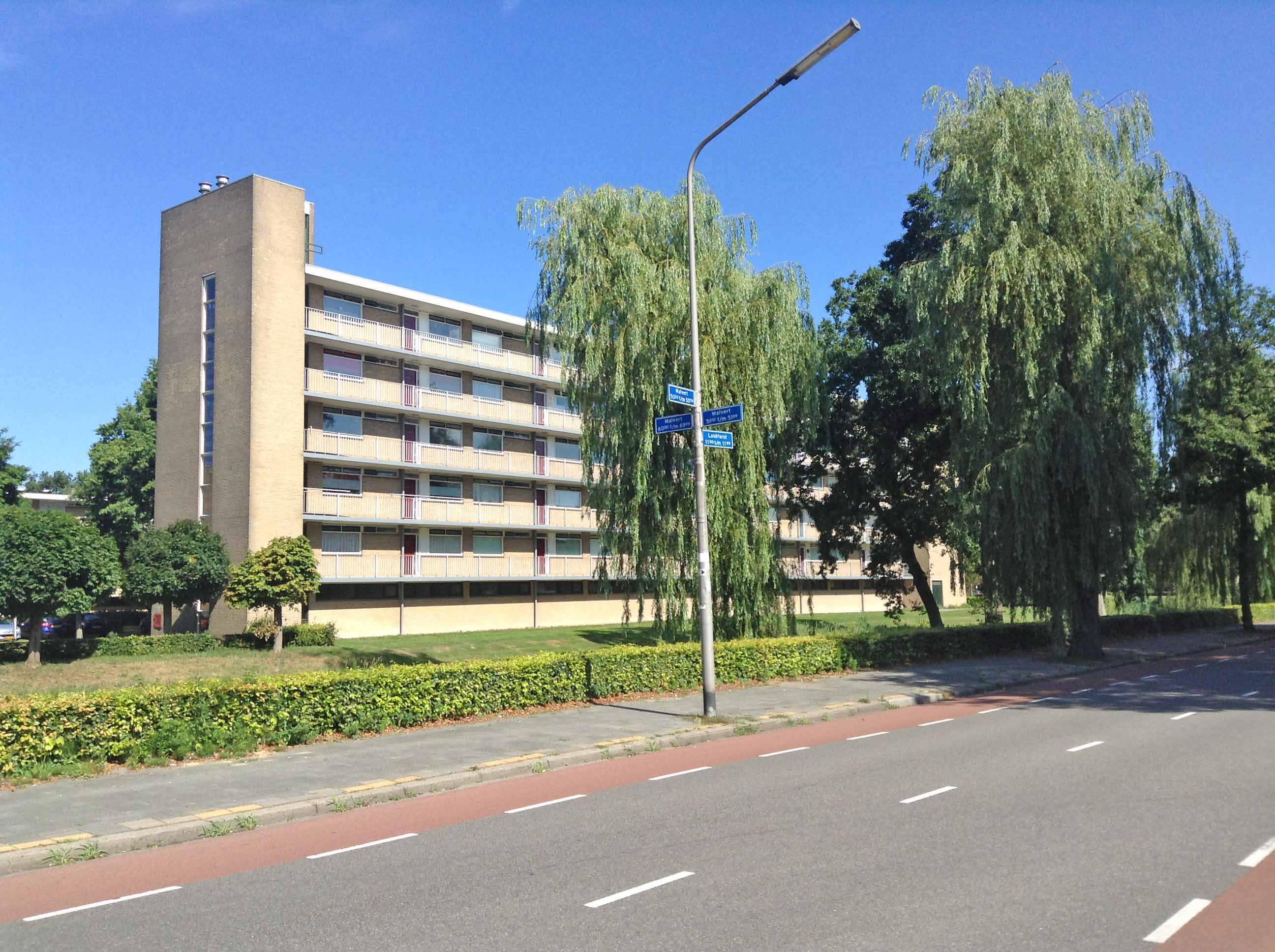
Middenbouw appartementencomplex
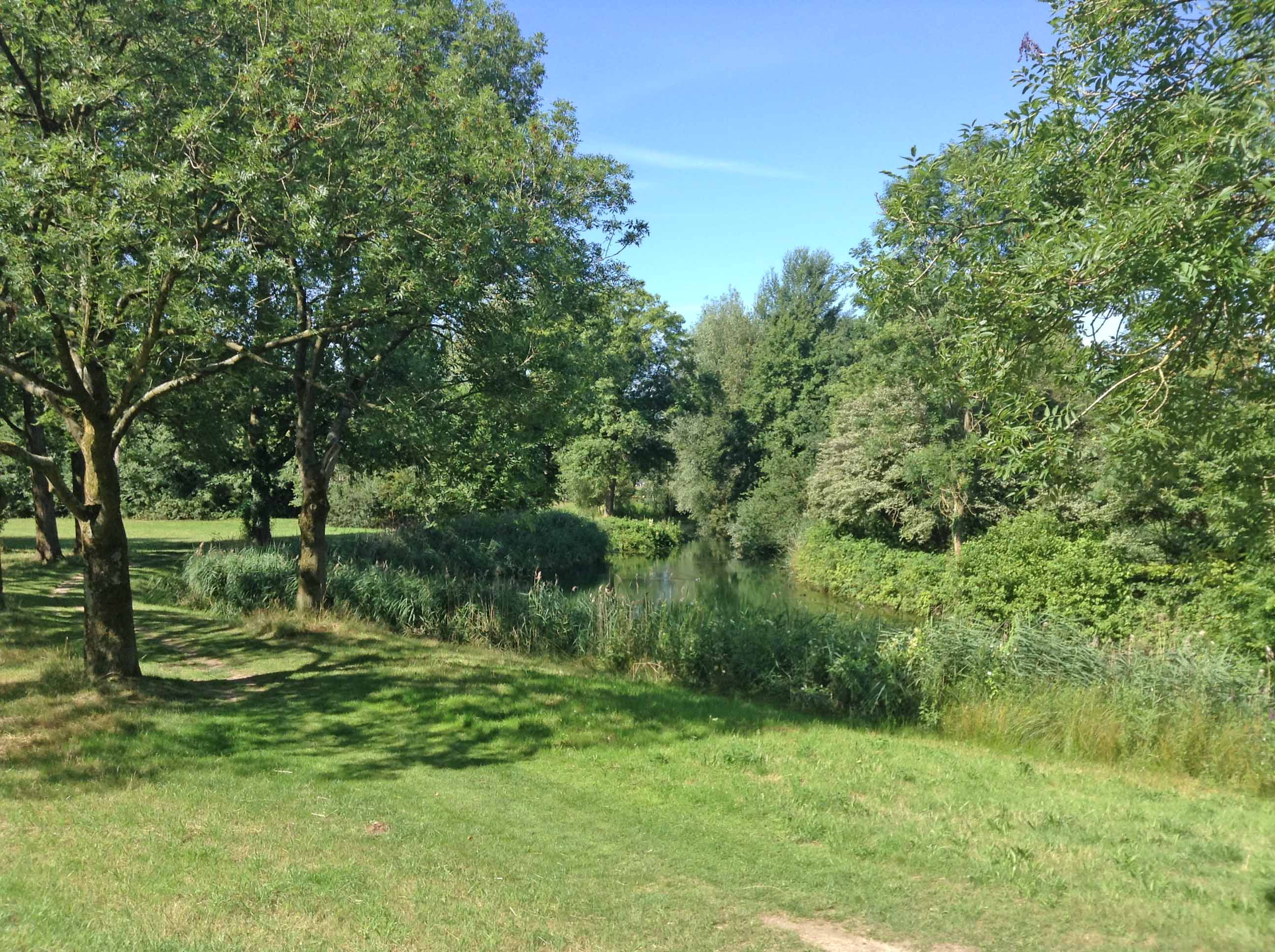
Park Wollewei tussen Malvert en Lankforst
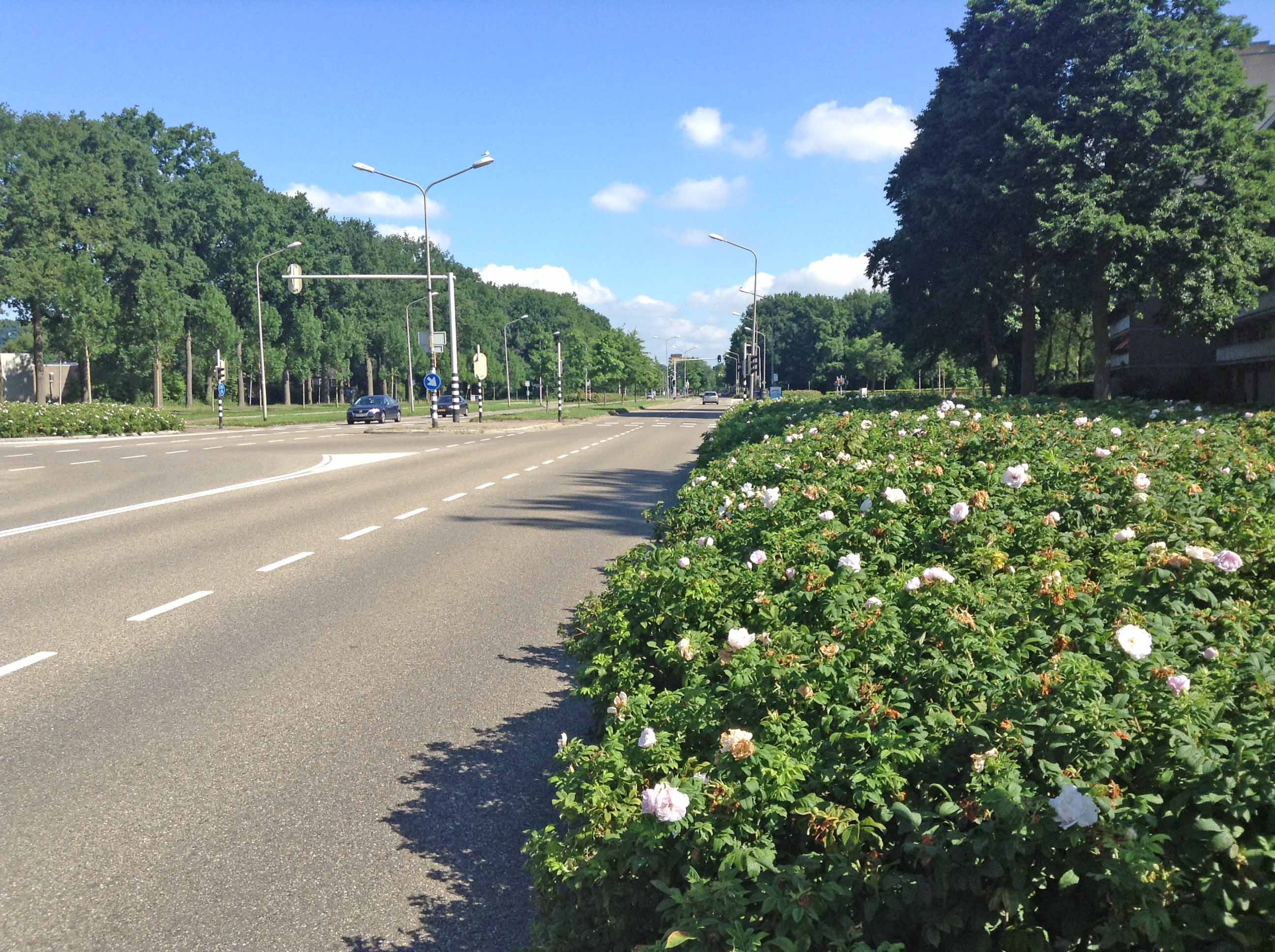
Van Apelterenweg (Malvert)